# Zwemmen op de Olympische Zomerspelen 1964
Zwemmen is een van de sporten die beoefend werden tijdens de Olympische Zomerspelen 1964 in Tokio.

## Heren

### 100 m vrije slag
| rang   | sporter            | land | tijd    |
| ------ | ------------------ | ---- | ------- |
| Goud   | Don Schollander    | USA  | OR 53.4 |
| Zilver | Robert McGregor    | GBR  | 53.5    |
| Brons  | Hans-Joachim Klein | EUA  | 54.0    |
| 4      | Gary Ilman         | USA  | 54.0    |
| 5      | Alain Gottvalles   | FRA  | 54.2    |
| 6      | Mike Austin        | USA  | 54.5    |
| 7      | Gyula Dobai        | HUN  | 54.9    |
| 8      | Uwe Jacobsen       | EUA  | 56.1    |

### 400 m vrije slag
| rang   | sporter              | land | tijd      |
| ------ | -------------------- | ---- | --------- |
| Goud   | Don Schollander      | USA  | WR 4:12.2 |
| Zilver | Frank Wiegand        | EUA  | 4:14.9    |
| Brons  | Allan Wood           | AUS  | 4:15.1    |
| 4      | Roy Saari            | USA  | 4:16.7    |
| 5      | John Nelson          | USA  | 4:16.9    |
| 6      | Tsuyoshi Yamanaka    | JPN  | 4:19.1    |
| 7      | Russell Phegan       | AUS  | 4:20.2    |
| 8      | Semjon Belits-Geiman | URS  | 4:21.4    |

### 1500 m vrije slag
| rang   | sporter        | land | tijd       |
| ------ | -------------- | ---- | ---------- |
| Goud   | Bob Windle     | AUS  | OR 17:01.7 |
| Zilver | John Nelson    | USA  | 17:03.0    |
| Brons  | Allan Wood     | AUS  | 17:07.7    |
| 4      | William Farley | USA  | 17:18.2    |
| 5      | Russell Phegan | AUS  | 17:22.4    |
| 6      | Sueaki Sasaki  | JPN  | 17:25.3    |
| 7      | Roy Saari      | USA  | 17:29.2    |
| 8      | József Katona  | HUN  | 17:30.8    |

### 200 m rugslag
| rang   | sporter               | land | tijd      |
| ------ | --------------------- | ---- | --------- |
| Goud   | Jed Graef             | USA  | WR 2:10.3 |
| Zilver | Gary Dilley           | USA  | 2:10.5    |
| Brons  | Robert Bennett        | USA  | 2:13.1    |
| 4      | Shigeo Fukushima      | JPN  | 2:13.2    |
| 5      | Ernst-Joachim Küppers | EUA  | 2:15.7    |
| 6      | Viktor Mazanov        | URS  | 2:15.9    |
| 7      | Ralph Hutton          | CAN  | 2:15.9    |
| 8      | Peter Reynolds        | AUS  | 2:16.6    |

### 200 m schoolslag
| rang   | sporter              | land | tijd      |
| ------ | -------------------- | ---- | --------- |
| Goud   | Ian O'Brien          | AUS  | WR 2:27.8 |
| Zilver | Georgi Prokopenko    | URS  | 2:28.2    |
| Brons  | Chet Jastremski      | USA  | 2:29.6    |
| 4      | Aleksandr Toetakayev | URS  | 2:31.0    |
| 5      | Egon Henninger       | EUA  | 2:31.1    |
| 6      | Osamu Tsurumine      | JPN  | 2:33.6    |
| 7      | Wayne Anderson       | USA  | 2:35.0    |
| 8      | Vladimir Kosinski    | URS  | 2:38.1    |

### 200 m vlinderslag
| rang   | sporter            | land | tijd      |
| ------ | ------------------ | ---- | --------- |
| Goud   | Kevin Berry        | AUS  | WR 2:06.6 |
| Zilver | Carl Robie         | USA  | 2:07.5    |
| Brons  | Fred Schmidt       | USA  | 2:09.3    |
| 4      | Philip Riker       | USA  | 2:11.0    |
| 5      | Valentin Koezmin   | URS  | 2:11.3    |
| 6      | Yoshinori Kadonaga | JPN  | 2:12.6    |
| 7      | Brett Hill         | AUS  | 2:12.8    |
| 8      | Daniel Sherry      | CAN  | 2:14.6    |

### 400 m wisselslag
| rang   | sporter             | land | tijd      |
| ------ | ------------------- | ---- | --------- |
| Goud   | Dick Roth           | USA  | WR 4:45.4 |
| Zilver | Roy Saari           | USA  | 4:47.1    |
| Brons  | Gerhard Hetz        | EUA  | 4:51.0    |
| 4      | Carl Robie          | USA  | 4:51.4    |
| 5      | John Gilchrist      | CAN  | 4:57.6    |
| 6      | Jan Jiskoot         | NED  | 5:01.9    |
| 7      | György Kosztolánczy | HUN  | 5:01.9    |
| 8      | Terry Buck          | AUS  | 5:03.0    |

### 4x100 m vrije slag
| rang   | sporters                                                                                | land | tijd                    | totale tijd |
| ------ | --------------------------------------------------------------------------------------- | ---- | ----------------------- | ----------- |
| Goud   | Steve Clark Mike Austin Gary Ilman Don Schollander Lary Schulhof                        | USA  | =WR 52.9 53.9 53.4 53.0 | WR 3:32.2   |
| Zilver | Horst Löffler Frank Wiegand Uwe Jacobsen Hans-Joachim Klein                             | EUA  | 55.8 54.2 54.8 52.4     | 3:37.2      |
| Brons  | David Dickson Peter Doak John Ryan Bob Windle                                           | AUS  | 54.6 55.0 55.3 54.2     | 3:39.1      |
| 4      | Kunihiro Iwasaki Tadaharu Goto Tatsuo Fujimoto Vukiaki Okabe Katsuki Ishihara           | JPN  | 55.8 55.2 54.9 54.6     | 3:40.5      |
| 5      | Bengt Nordvall Lester Eriksson Jan Lundin Per-Ola Lindberg                              | SWE  | 56.6 54.9 54.6          | 3:40.7      |
| 6      | Viktor Mazanov Vladimir Sjoevalov Viktor Semtsjenkov Joeri Soemtsov Vladimir Berezin    | URS  | 56.3 55.4 55.0 55.4     | 3:42.1      |
| 7      | Robert Lord John Martin-Dye Peter Kendrew Robert McGregor                               | GBR  | 56.2 56.5 55.8 54.1     | 3:42.6      |
| —      | Alain Gottvalles Gérard Gropaiz Pierre Canavese Jean-Pascal Curtillet Robert Christophe | FRA  | 54.0 55.1 —             | DQ          |

### 4x200 m vrije slag
| rang   | sporters                                                                                                  | land | tijd                        | totale tijd |
| ------ | --- | ---- | --------------------------- | ----------- |
| Goud   | Steve Clark Roy Saari Gary Ilman Don Schollander William Mettler David Lyons Michael Wall Robert Townsend | USA  | 2:00.0 1:58.1 1:58.4 1:55.6 | WR 7:52.1   |
| Zilver | Horst-Günter Gregor Gerhard Hetz Frank Wiegand Hans-Joachim Klein                                         | EUA  | 2:02.0 2:01.8 1:57.6 1:57.9 | 7:59.3      |
| Brons  | Makoto Fukui Kunihiro Iwasaki Toshio Shoji Yukiaki Okabe                                                  | JPN  | 2:00.5 2:01.1 2:01.7 2:00.5 | 8:03.8      |
| 4      | David Dickson Allan Wood Peter Doak Bob Windle John Konrads John Ryan                                     | AUS  | 2:02.2 2:01.7 2:03.1 1:58.7 | 8:06.6      |
| 5      | Mats Svensson Lester Eriksson Hans Rosendahl Jan Lundin                                                   | SWE  | 2:01.8 2:03.2 2:03.3 1:59.7 | 8:08.0      |
| 6      | Jean-Pascal Curtillet Pierre Canavese Francis Luyce Alain Gottvalles                                      | FRA  | 2:02.7 2:02.8 2:02.0 2:01.2 | 8:08.7      |
| 7      | Semjon Belits-Geiman Vladimir Berezin Aleksandr Paramonov Jevgeni Novikov                                 | URS  | 2:02.7 2:03.6 2:04.8 2:04.0 | 8:15.1      |
| 8      | Sergio De Gregorio Bruno Bianchi Giovanni Orlando Pietro Boscaini                                         | ITA  | 2:03.3 2:03.4 2:06.4 2:05.0 | 8:18.1      |

### 4x100 m wisselslag
| rang   | sporters | land | tijd                      | totale tijd |
| ------ | --- | ---- | ------------------------- | ----------- |
| Goud   | Thompson Mann Bill Craig Fred Schmidt Steve Clark Richard McGeagh Virgil Luken Walter Richardson Robert Bennett | USA  | WR 59.6 1:09.6 56.8 52.4  | WR 3:58.4   |
| Zilver | Ernst-Joachim Küppers Egon Henninger Horst-Günter Gregor Hans-Joachim Klein                                     | EUA  | 1:01.4 1:07.7 59.8 52.7   | 4:01.6      |
| Brons  | Peter Reynolds Ian O'Brien Kevin Berry David Dickson Peter Tonkin                                               | AUS  | 1:03.0 1:07.8 57.7 53.8   | 4:02.3      |
| 4      | Viktor Mazanov Georgi Prokopenko Valentin Koezmin Vladimir Sjoevalov Aleksandr Toetakayev Viktor Semtsjenkov    | URS  | 1:02.6 1:06.5 59.3 55.8   | 4:04.2      |
| 5      | Shigeo Fukushima Kenji Ishikawa Isao Nakajima Yukiaki Okabe                                                     | JPN  | 1:03.0 1:09.6 58.9 55.1   | 4:06.6      |
| 6      | József Csikány Ferenc Lenkei József Gulrich Gyula Dobai                                                         | HUN  | 1:02.4 1:11.6 1:00.7 53.8 | 4:08.5      |
| 7      | Chiaffredo Rora Gian Corrado Gross Giampiero Fossali Pietro Boscaini                                            | ITA  | 1:02.6 1:11.7 1:00.6 55.4 | 4:10.3      |
| 8      | Geoffrey Thwaites Neil Nicholson Brian Jenkins Robert McGregor                                                  | GBR  | 1:04.4 1:11.1 1:02.5 53.4 | 4:11.4      |

## Dames

### 100 m vrije slag
| rang   | sporter               | land | tijd    |
| ------ | --------------------- | ---- | ------- |
| Goud   | Dawn Fraser           | AUS  | OR 59.5 |
| Zilver | Sharon Stouder        | USA  | 59.9    |
| Brons  | Kathy Ellis           | USA  | 1:00.8  |
| 4      | Erica Terpstra        | NED  | 1:01.8  |
| 5      | Marion Lay            | CAN  | 1:02.2  |
| 6      | Csilla Dobai-Madarász | HUN  | 1:02.4  |
| 7      | Ann Hagberg           | SWE  | 1:02.5  |
| 8      | Lynette Bell          | AUS  | 1:02.7  |

### 400 m vrije slag
| rang   | sporter            | land | tijd      |
| ------ | ------------------ | ---- | --------- |
| Goud   | Ginny Duenkel      | USA  | OR 4:43.3 |
| Zilver | Marilyn Ramenofsky | USA  | 4:44.6    |
| Brons  | Terri Stickles     | USA  | 4:47.2    |
| 4      | Dawn Fraser        | AUS  | 4:47.6    |
| 5      | Jane Hughes        | CAN  | 4:50.9    |
| 6      | Elizabeth Long     | GBR  | 4:52.0    |
| 7      | Kim Herford        | AUS  | 4:52.9    |
| 8      | Gun Lilja          | SWE  | 4:53.0    |

### 100 m rugslag
| rang   | sporter        | land | tijd      |
| ------ | -------------- | ---- | --------- |
| Goud   | Cathy Ferguson | USA  | WR 1:07.7 |
| Zilver | Kiki Caron     | FRA  | 1:07.9    |
| Brons  | Ginny Duenkel  | USA  | 1:08.0    |
| 4      | Satoko Tanaka  | JPN  | 1:08.6    |
| 5      | Nina Harmar    | USA  | 1:09.4    |
| 6      | Linda Ludgrove | GBR  | 1:09.5    |
| 7      | Eileen Weir    | CAN  | 1:09.8    |
| 8      | Jill Norfolk   | GBR  | 1:11.2    |

### 200 m schoolslag
| rang   | sporter                    | land | tijd      |
| ------ | -------------------------- | ---- | --------- |
| Goud   | Galina Prozoemensjtsjikova | URS  | OR 2:46.4 |
| Zilver | Claudia Kolb               | USA  | 2:47.6    |
| Brons  | Svetlana Babanina          | URS  | 2:48.6    |
| 4      | Stella Mitchell            | GBR  | 2:49.0    |
| 5      | Jill Slattery              | GBR  | 2:49.6    |
| 6      | Bärbel Grimmer             | EUA  | 2:51.0    |
| 7      | Klenie Bimolt              | NED  | 2:51.3    |
| 8      | Ursula Küper               | EUA  | 2:53.9    |

### 100 m vlinderslag
| rang   | sporter         | land | tijd      |
| ------ | --------------- | ---- | --------- |
| Goud   | Sharon Stouder  | USA  | WR 1:04.7 |
| Zilver | Ada Kok         | NED  | 1:05.6    |
| Brons  | Kathy Ellis     | USA  | 1:06.0    |
| 4      | Ella Pyrhönen   | FIN  | 1:07.3    |
| 5      | Donna de Varona | USA  | 1:08.0    |
| 6      | Heike Hustede   | EUA  | 1:08.5    |
| 7      | Elko Takahashi  | JPN  | 1:09.1    |
| 8      | Mary Stewart    | CAN  | 1:10.0    |

### 400 m wisselslag
| rang   | sporter           | land | tijd      |
| ------ | ----------------- | ---- | --------- |
| Goud   | Donna de Varona   | USA  | OR 5:18.7 |
| Zilver | Sharon Finneran   | USA  | 5:24.1    |
| Brons  | Martha Randall    | USA  | 5:24.2    |
| 4      | Veronika Holletz  | EUA  | 5:25.6    |
| 5      | Linda McGill      | AUS  | 5:28.4    |
| 6      | Elisabeth Heukels | NED  | 5:30.3    |
| 7      | Anita Lonsbrough  | GBR  | 5:30.5    |
| 8      | Márta Egerváry    | HUN  | 5:38.4    |

### 4x100 m vrije slag
| rang   | sporters | land | tijd                        | totale tijd |
| ------ | --- | ---- | --------------------------- | ----------- |
| Goud   | Sharon Stouder Donna de Varona Lillian Watson Kathy Ellis Jeanne Hallock Erika Bricker Lynne Allsup Patience Sherman | USA  | 1:01.2 1:06.9 1:00.9 1:00.7 | WR 4:03.8   |
| Zilver | Robyn Thorn Janice Murphy Lynette Bell Dawn Fraser Jan Turner                                                        | AUS  | 1:03.8 1:02.9 1:01.6 58.6   | 4:06.9      |
| Brons  | Pauline van der Wildt Toos Beumer Winnie van Weerdenburg Erica Terpstra                                              | NED  | 1:04.6 1:03.8 1:02.6 1:01.0 | 4:12.0      |
| 4      | Judit Turóczy Eva Erdélyi Katalin Takacs Csilla Dobai-Madarász Mária Frank                                           | HUN  | 1:03.2 1:04.2 1:03.0 1:01.7 | 4:12.1      |
| 5      | Ann-Charlott Lilja Katrin Andersson Ulla Jäfvert Ann Hagberg                                                         | SWE  | 1:04.5 1:04.7 1:03.3 1:01.5 | 4:14.0      |
| 6      | Martina Grunert Traudi Beierlein Rita Schumacher Heidi Pechstein                                                     | EUA  | 1:03.5 1:05.1 1:02.9 1:03.5 | 4:15.0      |
| 7      | Mary Stewart Patricia Thompson Helen Kennedy Marion Lay                                                              | CAN  | 1:05.5 1:04.3 1:03.6 1:02.5 | 4:15.9      |
| 8      | Paola Saini Maria Cristina Pacifici Mara Sacchi Daniela Beneck                                                       | ITA  | 1:04.5 1:04.2 1:04.6 1:03.9 | 4:17.2      |

### 4x100 m wisselslag
| rang   | sporters | land | tijd                        | totale tijd |
| ------ | --- | ---- | --------------------------- | ----------- |
| Goud   | Cathy Ferguson Cynthia Goyette Sharon Stouder Kathy Ellis Nina Harmar Judith Reeder Susan Pitt Lillian Watson | USA  | 1:08.6 1:18.3 1:06.1 1:00.9 | WR 4:33.9   |
| Zilver | Korrie Winkel Klenie Bimolt Ada Kok Erica Terpstra Adrie Lasterie                                             | NED  | 1:12.2 1:18.5 1:05.0 1:01.3 | 4:37.0      |
| Brons  | Tatjana Saveljeva Svetlana Babanina Tatjana Devjatova Natalja Oestinova                                       | URS  | 1:11.1 1:15.3 1:09.3 1:03.5 | 4:39.2      |
| 4      | Satoko Tanaka Noriko Yamamoto Elko Takahashi Michiko Kihara                                                   | JPN  | 1:09.5 1:20.5 1:09.3 1:02.7 | 4:42.0      |
| 5      | Jill Norfolk Stella Mitchell Mary Anne Cotterill Elizabeth Long Linda Ludgrove                                | GBR  | 1:12.1 1:19.8 1:09.4 1:04.5 | 4:45.8      |
| 6      | Eileen Weir Marion Lay Mary Stewart Helen Kennedy                                                             | CAN  | 1:11.5 1:23.9 1:09.3 1:05.2 | 4:49.9      |
| —      | Ingrid Schmidt Bärbel Grimmer Heike Hustede Martina Grunert                                                   | EUA  | —                           | DQ          |
| —      | Mária Balla Zsuzsa Kovács Márta Egerváry Csilla Dobai-Madarász                                                | HUN  | —                           | DQ          |

## Medaillespiegel
| rang   | land               | goud | zilver | brons | totaal |
| ------ | ------------------ | ---- | ------ | ----- | ------ |
| 1      | Verenigde Staten   | 13   | 8      | 8     | 29     |
| 2      | Australië          | 4    | 1      | 4     | 9      |
| 3      | Sovjet-Unie        | 1    | 1      | 2     | 4      |
| 4      | Duits eenheidsteam | 0    | 4      | 2     | 6      |
| 5      | Nederland          | 0    | 2      | 1     | 3      |
| 6      | Frankrijk          | 0    | 1      | 0     | 1      |
| 6      | Groot-Brittannië   | 0    | 1      | 0     | 1      |
| 8      | Japan              | 0    | 0      | 1     | 1      |
| totaal | totaal             | 18   | 18     | 18    | 54     |